# Onkokepon articulatus
Onkokepon articulatus is een pissebed uit de familie Bopyridae. De wetenschappelijke naam van de soort is voor het eerst geldig gepubliceerd in 2006 door Shu Wen An, Yu & Li.